# 黒田恭一
黒田 恭一（くろだ きょういち、1938年1月1日 - 2009年5月29日）は、日本の音楽評論家。

## 人物・来歴
1938年、東京市神田区（現在の東京都千代田区）生まれ。東京都立西高等学校、早稲田大学教育学部卒業。
在学中からクラシック音楽評を雑誌などに書き、以後、音楽評論一筋を歩んだ。新聞、雑誌への執筆が多くあり、特にコンサートやオペラ、レコードなどの評論で活躍した。
かつては隔月刊誌「暮しの手帖」の花森安治に依頼され、同誌の『レコード・ショップ』というコーナーを担当していた時期もあった。
1984年にステレオサウンド社から創刊された『音楽通信』では編集長を務めたが、半年で休刊に追い込まれた。
1999年には東京の東急Bunkamuraオーチャードホールのプロデューサーに就任。NHK-FMの「20世紀の名演奏」も担当したが、2007年11月から2008年2月の間は病気療養のため、この番組は諸石幸生が担当した。
2009年5月29日、多臓器不全のため東京都内の病院で死去。71歳没。

## 評論・著作の傾向
同世代の宇野功芳はもとより、先達の吉田秀和に比べても、とても温厚な評論で、めったに厳しいことを言うことはなかった。
名演中の名演を極める、というよりも、クラシック音楽初心者や時々はクラシック音楽も聴くという程度の層に向け、多くのクラシック音楽やクラシックのみならず、その周辺のジャンルの音楽・演奏も含め、親しみやすい、あるいは意外な魅力のあるものを紹介することが多かった。
著書等で生活シーン等に合わせた音楽紹介も多い。クラシック音楽の堅苦しくて分かりにくいイメージを薄め、素人でもクラシック音楽を楽しみたいというニーズによく応える内容が多い。
これらにより、音楽を楽しむ層の裾野を広げる功績は極めて大きい。
クラシック以外にもポピュラー音楽にも理解があり、ヘヴィメタル雑誌『BURRN!』誌で1985年10月号から2009年6月号まで「CLASSIC BOX」と言うコラムを連載、2002年にはイングヴェイ・マルムスティーンのアルバム『エレクトリック・ギターとオーケストラのための協奏組曲 変ホ短調『新世紀』』のレビューを執筆している。
ドラゴンクエストシリーズの大ファンとしても知られており、「交響組曲 ドラゴンクエスト」（すぎやまこういち作曲）のライナーノーツを多数執筆している。

## 著書
- 『カラヤン・カタログ303』（音楽之友社、1976年）
- 『聴こえるものの彼方へ』（ステレオサウンド、1978年）
- 『レコード・トライアングル 僕の音楽鑑賞法』（東京創元社、1983年）
- 『はじめてのクラシック』（講談社現代新書、1987年）
- 『彼女だけの音楽』（マガジンハウス、1988年）
- 『オペラへの招待』（暮しの手帖社、1989年、のち朝日文庫）
- 『音楽への礼状』（マガジンハウス、1990年）のち小学館文庫
- 『ぼくのオペラ・ノート』（東京書籍、1991年）
- 『ぼくだけの音楽』1、2 （オリジン社、1995年）MUZAK,2015
- 『水のように音楽を』（新潮社、1995年）
- 『クラシックのおすすめ いい音楽との出会い』（音楽之友社、1999年）
- 『ぼくのオペラへの旅 ヨーロッパのオペラハウスと音楽祭を訪ねて』（JTB、2004年）
- 『あまネコと一緒に劇場へ行こう! クラシック音楽から伝統芸能まで』ナビゲーター, 雨田光弘 絵. ネット武蔵野, 2009.4
- 『オペラ版雨夜の品定め 名作オペラのベスト・キャストは!?』音楽之友社, 2010.1

### 共著・翻訳
- 『ヨーロッパの音楽祭』（高崎保男、朝日新聞社、1994年）
- ジョン・カルショー『ニーベルングの指環 プロデューサーの手記』（音楽之友社、1968年）